# نیلز (میشیگان)
نیلز، میشیگان (به انگلیسی: Niles, Michigan) یک شهر در ایالات متحده آمریکا با جمعیت ۱۱٬۶۰۰ نفر است که در میشیگان واقع شده‌است.

## موقعیت جغرافیایی
موقعیت جغرافیایی شهرها و مناطق اطراف به شرح زیر است: